# Acclaim Sports
Acclaim Sports var en division av Acclaim Entertainment som släppte sportspel som liknar EA Sports, men till skillnad från dem fungerade Acclaim Sports bara som en publiceringsetikett.
En separat division för Extreme Sports titlar som heter AKA Acclaim (Formellt Acclaim Max Sports) grundades 2000.
Acclaim Sports-märket avbröts 2003, med de sista sporttitlarna från företaget som släpptes under den vanliga varumärket Acclaim. Innan varumärket avbröts släpptes även några titlar som europeiska exklusiva sportspel eller WWE/WWF-brottspel under den vanliga varumärket Acclaim.